# Batalla del Alto de la Alianza
La batalla del Alto de la Alianza, más conocida como  batalla de Tacna (algunas fuentes la llaman Batalla de pampa  Intiorko o Batalla del Campo de la Alianza), fue una acción bélica que se desarrolló en Tacna el 26 de mayo de 1880, en el marco de la Guerra del Pacífico, siendo una de las acciones militares más grandes y cruentas de la Campaña de Tacna y Arica.
Se enfrentaron los ejércitos aliados de Bolivia y Perú, ambos dirigidos por el general boliviano Narciso Campero, contra el Ejército de Chile, comandado por el general Manuel Baquedano que,  resultó en victoria para las fuerzas chilenas. Como resultado de la batalla, Bolivia se retiró militarmente de la guerra, la cual continuaría solo entre las fuerzas de Chile y Perú.
El lugar de la batalla fue la meseta del cerro Intiorko (en quechua, 'Alto del Sol'). Antes de la batalla, ya se conocía a la ubicación del campamento aliado con el nombre de Alto de la Alianza debido al Tratado de Alianza Defensiva Perú–Bolivia. También se le conoce como Campo de la Alianza.
Aunque respecto de las cifras de las bajas (muertos y heridos) correspondientes a esta acción de guerra no hay acuerdo entre los historiadores, es fácil concluir que la batalla, como lo dice Francisco Machuca (subteniente chileno del batallón Coquimbo, que participó en la Guerra del Pacífico) en su obra Las cuatro campañas de la Guerra del Pacífico, la batalla del Campo de la Alianza fue una de las batallas más sangrientas y cruentas del siglo XIX chileno.

## Antecedentes
Después de haber ocupado el Departamento de Tarapacá, en noviembre de 1879, una fuerza chilena comandada por Erasmo Escala Arriagada desembarcó en Ilo y Pacocha. Ya en marzo, el general Baquedano envió al coronel Mauricio Muñoz al mando de 4000 hombres en una expedición a Moquegua con el objetivo de destruir las fuerzas enemigas en la zona y aislar a los ejércitos aliados.
El primer choque ocurrió en la cuesta de Los Ángeles el 22 de marzo de 1880. La victoria chilena se logró luego de que el regimiento Atacama escalara inadvertidamente la ladera de Guaneros, que se consideraba un flanco seguro por los defensores, realizando la ofensiva desde la retaguardia de las líneas peruanas.

## La situación en Tacna

### Los aliados

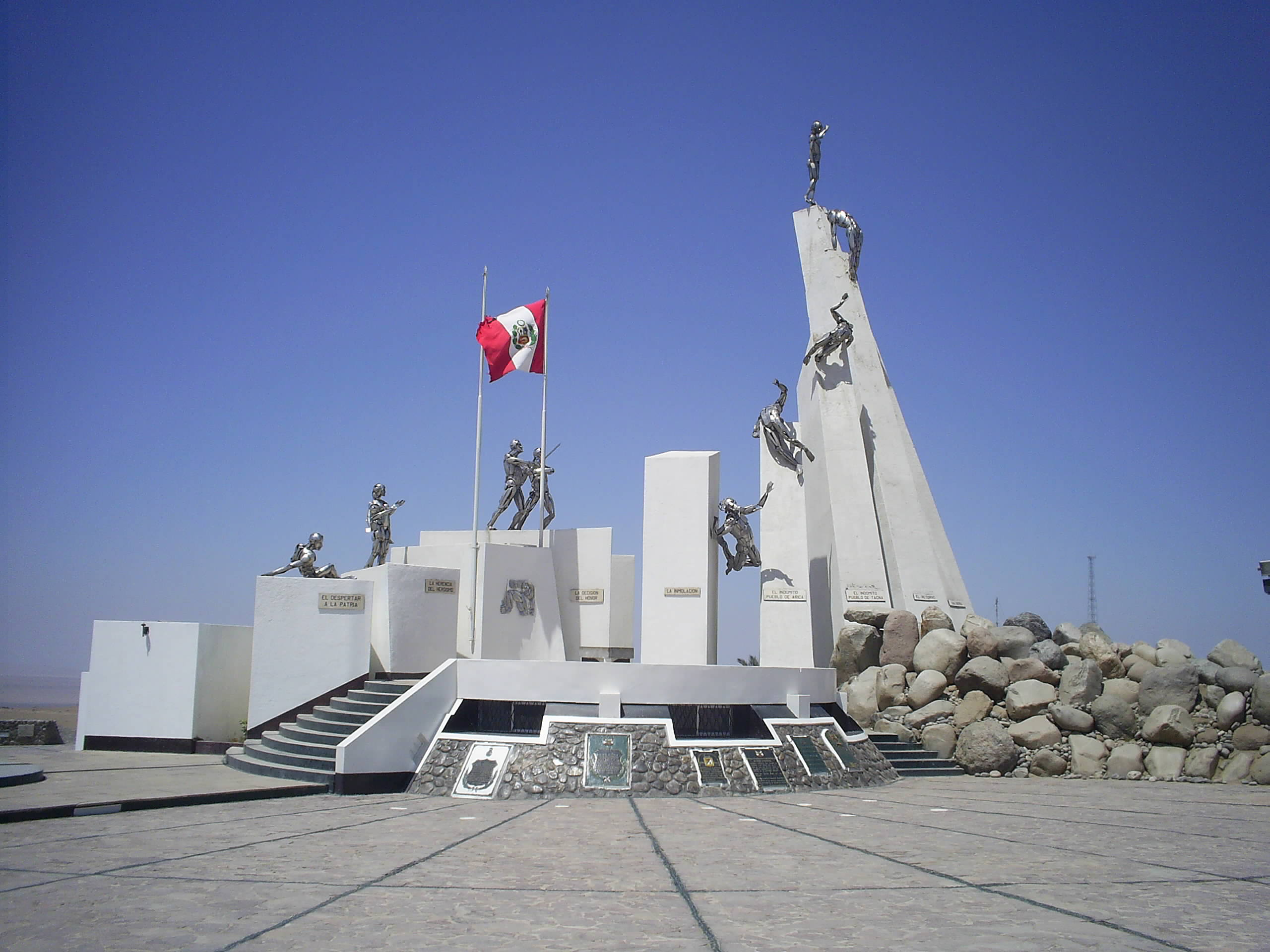
Monumento a la Batalla del Alto de la Alianza, cerro Intiorko en Tacna.

Frente a los reveses de la Guerra del Pacífico, el presidente Mariano Ignacio Prado decidió regresar a Lima, dejando en Tacna al contralmirante Lizardo Montero Flores al frente del Primer Ejército del Sur. El gabinete ministerial peruano lo autorizó a viajar al extranjero a comprar buques y armamentos. Prado emprendió dicho viaje el 18 de diciembre de 1879 y al frente del gobierno quedó el vicepresidente Luis La Puerta. El pueblo peruano se enteró de su viaje cuando Prado se encontraba en Guayaquil.
En Lima, Nicolás de Piérola, rival político de Prado, se sublevó el 21 de diciembre, derrotando a las tropas de Manuel González de la Cotera, fieles al presidente Prado, y se proclamó dictador el 23 de diciembre. Además, no movilizó el Segundo Ejército del Sur que estaba acantonado en Arequipa al mando del coronel Manuel Segundo Leiva Velasco para colaborar con las fuerzas de Narciso Campero en Tacna.

Nos encontramos en esta ciudad, supongo,...como una medida política... aquí sólo se recibe el billete de 1 Sol por 25 centavos plata, y el nickel por ningún valor. ¿Por qué el General Montero autoriza esta horrible especulación?...Hace un mes Excelentísimo Señor, que nada sabemos de Lima, ni de V.E....Oficiales y tropa nos hallamos descalzos y peor vestidos...Rogando a V.E...nombre un Jefe de Estado Mayor General (y nuevos jefes para varios batallones) Sus antecedentes y ninguna simpatía por el Gobierno de V.E....los hacen indignos de permanecer en los puestos.
Carta de Agustín Aguirre a Nicolás de Piérola. Tacna, enero 20 de 1880.

En Bolivia, Hilarion Daza fue depuesto como presidente por Eliodoro Camacho, debido a su retirada de Camarones y por no apoyar al ejército aliado en Iquique. Daza marchó rumbo a Europa. Se eligió a Uladislao Silva como presidente de la junta de gobierno pero no tuvo apoyo y finalmente se nombró presidente provisional al general Narciso Campero, quien nombrado jefe supremo del ejército aliado llegó a Tacna.
En tanto, Lizardo Montero Flores, comandante del Primer ejército del Sur, había concentrado al ejército peruano en Tacna y Arica. No tardaron en descomponerse las relaciones peruano-bolivianas, mientras trataban de decidir quién comandaría a los aliados. La presencia de Narciso Campero en Tacna, el recién elegido presidente de Bolivia, conllevó a elegirlo como director de guerra de los ejércitos aliados, como indicaba el tratado de la Alianza.
El 5 de mayo de 1880, Campero entregó el mando de los ejércitos aliados al contraalmirante Lizardo Montero porque caducaba su periodo como presidente provisional de Bolivia, y debía regresar a Bolivia a instalar una convención nacional encargada de elegir al Presidente de la Nación. Pero los jefes de los ejércitos de Bolivia y Perú, Camacho y Montero respectivamente, lo ratificaron como general en jefe del ejército aliado. Regresó entonces el 7 de mayo al que sería el campo de batalla.
El ejército aliado acampó en la meseta del Intiorko, cuyo nombre fue cambiado a Alto de la Alianza por orden general del 16 de mayo. El plan era esperar el ataque del ejército chileno ahí.

### Los chilenos
Los avances chilenos se realizaron desde Ite (un distrito 79 km al noroeste de Tacna), donde desembarcó la artillería. Por una imprevisión del mando chileno, la tropa realizó la marcha desde Ite a Hospicio Conde pasando por el desierto prácticamente sin agua lo que casi causó el amotinamiento de la tropa, pero superado el revés el Ejército chileno se descolgó por los valles de Locumba y de Sama.  En aquel lugar que parecía idílico, la tropa chilena fue diezmada por ataques de mosquitos zancudos causándole bajas por paludismo y disentería.
El 28 de marzo de 1880, el coronel Pedro Lagos y luego el general Erasmo Escala renunciaron al ejército por diferencias militares con el alto mando chileno. Asumió el mando del ejército el general de brigada Manuel Baquedano. El 20 de mayo de 1880, una noticia impactó al pueblo chileno: La muerte del Ministro de Guerra y Marina en campaña, Rafael Sotomayor, en el campamento Las Yaras en el valle de Sama.
El 22 de mayo, el jefe del Estado Mayor del ejército chileno, coronel José Vélasquez, acompañado por casi todos los oficiales del ejército, hicieron un reconocimiento de las fuerzas aliadas, llegando a Quebrada Honda. Desde ahí, el sargento mayor Salvo disparó sus 2 cañones para medir la distancia con los tiros, siendo el fuego respondido por la artillería aliada.

## Fuerzas en conflicto
| Perú | Bolivia                                                                                        | Chile |
| --- | ---------------------------------------------------------------------------------------------- | --- |
| I División (coronel Dávila) Batallones Lima 11.º y Granaderos del Cuzco | I División (coronel Zapata) Batallones Sucre, Viedma y Padilla                                 | I División (coronel Amengual) Regimiento Esmeralda; Batallones Valparaíso, Chillán y Navales             |
| II División (coronel Cáceres) Batallones Zepita (coronel Carlos Llosa) y Cazadores del Misti (coronel Sebastián Luna) | II División (general Acosta) Batallones Tarija, Chorolque, Grau y Loa                          | II División (coronel Barceló) Regimientos 2.º de Línea, Santiago y Batallón Atacama n.º 1                |
| III División (coronel Súarez) Batallones Pisagua y Arica | III División (general Murugulla) Batallones Colorados (coronel Ildefonso Murguía Anze) y Aroma | III División (coronel Amunátegui) Regimiento Artillería de Marina. Batallones Coquimbo n.º 3 y Chacabuco |
| IV División (coronel Mendoza) Batallones Victoria y Huáscar (coronel Belisario Barriga) | IV División (coronel Gonzáles) Batallones Murillo y Zapadores                                  | IV División (coronel Barbosa) Regimiento Lautaro, Batallones Cazadores del Desierto y Zapadores.         |
| V División (coronel Herrera ) Batallones Ayacucho y Arequipa |                                                                                                | Reserva (coronel Muñoz) Regimientos Buin 1.º, 3.º y 4.º de Línea, Batallón Bulnes                        |
| VI División (coronel Canevaro) Batallones Cazadores del Rímac (coronel Víctor Fajardo) y Lima 21.º División Peruana de Nacionales (coronel del Solar) Columnas gendarmes, policías y lanceros de Tacna, gendarmes de Tarapacá y ciudadanos armados |                                                                                                | |
| Caballería (coronel Méndez) Escuadrones Húsares de Junín n.º 1, Guías n.º 3 y Flanqueadores de Tacna n.º 5 | Caballería Escuadrones Coraceros, Escolta, Libres del sur, Murillo y Vanguardia de Cochabamba  | Caballería (coronel Vergara) Regimientos Granaderos, Cazadores y Carabineros de Yungay                   |
| Artillería (coronel Panizo) 2 cañones de 12 libras, 6 Blackely de 4 libras y 3 Ametralladoras (2 Gardner y 1 Gatling) | Artillería (coronel Flores) 8 cañones y 4 ametralladoras                                       | Artillería (teniente coronel Novoa) 37 cañones y 4 ametralladoras.                                       |

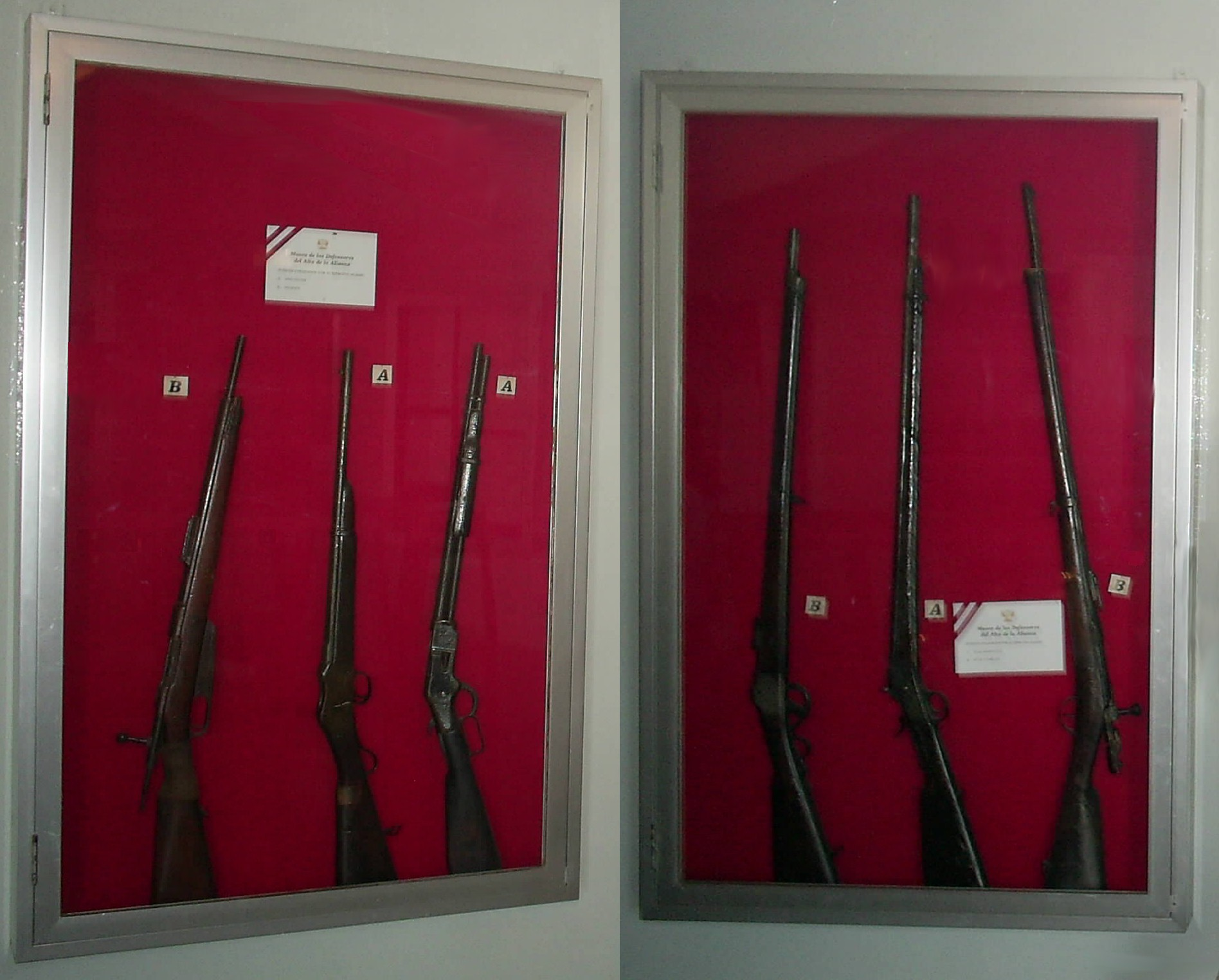
Armas en el museo del Alto de la Alianza. A la izquierda, carabinas Mauser del, Martini-Henry y Winchester modelo 1873. A la derecha, fusiles Peabody-Martini, Remington y Chassepot.

La infantería chilena usaba el fusil Comblain y el Gras recalibrado a bala Comblain, de tal manera que utilizaban el mismo cartucho. Los soldados estaban equipados con 130 cartuchos, menos el regimiento Esmeralda que, para la batalla, recibió 100 cartuchos. Los jinetes chilenos usaban las nuevas carabinas Winchester y Remington, además de sables. Tenían buenos caballos de gran alzada. La artillería chilena tenía 31 cañones Krupp, 6 cañones franceses de montaña de bronce, 2 ametralladoras Gatling y 2 ametralladoras Nordenfelt.
La infantería aliada tenía el gran problema de que usaba fusiles de distintos sistemas, lo que complicaba el municionamiento, además de que había pocos cartuchos; los soldados no tenían más de 100 cartuchos. Los batallones mejor armados eran el Zepita n.º 1 y el Pisagua n.º 9, que usaban fusiles Comblain, y el Batallón Lima n.º 11 y Granaderos del Cuzco n.º 19 que usaban el fusil Peabody-Martini.
El resto usaba fusiles Remington, Chassepot, Chassepot reformado a cartucho metálico y Peruano. La infantería boliviana usaba fusiles Remington y Martini-Henry. La caballería aliada usaba sables o lanzas y tenía caballos de poca alzada; el regimiento Murillo no estaba montado. Los jinetes y artilleros peruanos tenían carabinas Remington, Winchester, Evans y Peruano. Los jinetes y artilleros bolivianos tenían carabinas Remington. La artillería peruana usaba 8 cañones Blakely, 2 ametralladoras Gardner y una ametralladora Gatling, mientras la boliviana tenía 2 cañones Blakely, 6 cañones Krupp de montaña de 60 mm y 4 ametralladoras Gatling y Gardner modelo 1874.
Las fuerzas chilenas, según el Diario del Estado Mayor del día 24 de mayo, estaba compuesto por 80 jefes, 663 oficiales y 13 404 hombres de tropa, con una fuerza total de 14 147 hombres, pero los que combatieron fueron poco más de 10 mil, pues casi no participó la División de Reserva, algo que también reconoció el peruano Pedro Alejandrino del Solar en carta privada a Piérola. En las Relaciones Nominales del Ejército de Chile, se señala que el efectivo fue de 11 779 hombres. Los historiadores chilenos Encina y Castedo calculan en 13 000 soldados el ejército chileno, de los cuales 9645 participaron en la batalla; también argumentan que Campero fue mal informado de que las tropas chilenas llegaban a 22 000 hombres.
Las fuerzas aliadas varían de acuerdo a los testimonios. Según Campero, eran 9 mil hombres incluso los enfermos. En un folleto, el coronel boliviano Miguel Aguirre señaló que los combatientes aliados eran unos 5100 peruanos y 4200 bolivianos, mientras que el contraalmirante Montero afirmó que eran 8 mil hombres. Pedro Alejandrino Del Solar, en una carta privada al presidente Piérola, fijó el número de aliados, según el parte del día anterior, en 5 mil peruanos y no más de 4 mil bolivianos. El corresponsal del diario El Nacional de Lima señaló que eran 9030 soldados —descontando a los enfermos, no eran más de 8500 efectivos—. Basado en el archivo de Piérola, el historiador Jorge Basadre explica que en Tacna combatieron 4705 peruanos y 4225 bolivianos, en total 8930 aliados con 8 piezas de artillería. Por su parte, historiadores chilenos cifran el ejército aliado en 12 500 hombres, de los cuales 5150 eran bolivianos.

## La batalla

### Intento de sorpresa en Quebrada Honda
Todo el ejército chileno llega a Quebrada Honda a las 6 p. m. del 25 de mayo. Una avanzada de arrieros con 60 mulas y barriles de agua fue capturada por jinetes peruanos del Húsares de Junín que estaban en vigilancia. En los interrogatorios, los arrieros revelan que el ejército chileno estaba compuesto por 22 mil hombres, lo que hace cambiar de planes al general Campero. Se decidió que todo el ejército aliado atacara al ejército chileno de madrugada en Quebrada Honda, aprovechando la oscuridad.
A la medianoche del 26 de mayo se emprendió la marcha del ejército aliado a Quebrada Honda. En medio de la noche perdieron el rumbo debido a la neblina y la expedición no tuvo éxito, por lo cual se tuvieron que volver a sus líneas, arribando a las 5 a. m. a la posición original. Pero resultó que 3 divisiones peruanas y una boliviana se extraviaron sin saber su ubicación. El coronel Belisario Suárez tomó el mando y ordenó que se esperase al amanecer para emprender la marcha, pero fueron vistos por las avanzadas del batallón Atacama que les hizo disparos mientras se retiraban, llegando estas fuerzas aliadas al Alto de la Alianza a las 7 a. m.. Las fuerzas aliadas no durmieron por la frustrada expedición.

### Disposición para la batalla

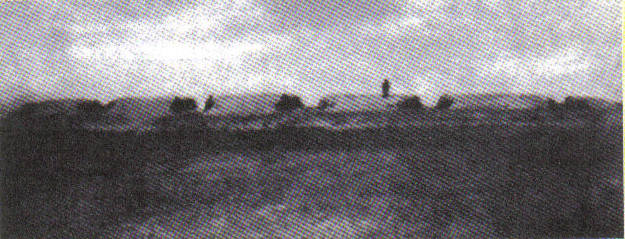
Reductos de artillería de la Alianza

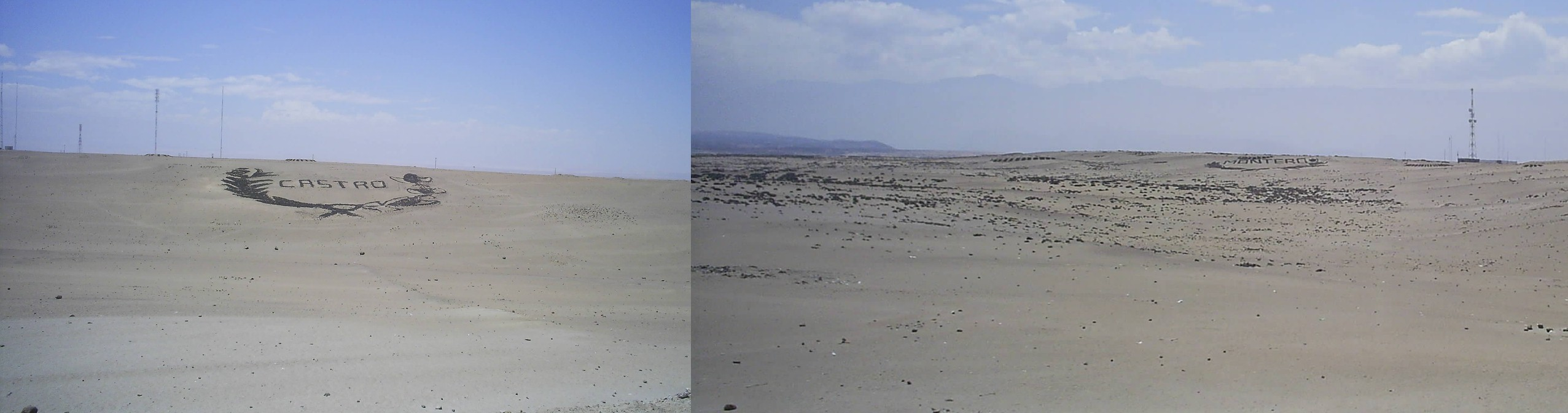
Vista actual del "Campo de la Alianza" en la planicie del cerro Intiorko, cerro también llamado "Alto del Sol"

El ejército aliado desplegó sus posiciones en la meseta del Intiorco en una línea de defensa de 2500 m con 4 reductos. La disposición de los efectivos, de izquierda a derecha, era la siguiente:
- Ala izquierda, al oeste, al mando del coronel boliviano Eliodoro Camacho. La Artillería de Panizo se distribuyeron en 3 brigadas de artillería y a falta de datos es muy probable que la composición del armamento haya sido de la siguiente manera: La 1.ª Batería 3 Blackely de 4 libras y 1 ametralladora, comandada por el Sargento Mayor Manuel Carrera. La 2.ª. Batería o sección de dos cañones de 12 libras y 1 ametralladora, comandada por el Capitán Ricardo Ugarte y la 3.ª. Batería por otros 3 Blackely de 4 libras y 1 ametralladora, comandada por el Sargento Mayor José Manuel Ordóñez. Acompañaban el Ala izquierda los batallones peruanos Zepita, Cazadores del Misti, Arica y Pisagua. En la reserva estaban los batallones bolivianos Viedma, Tarija y Sucre, los batallones peruanos Huáscar y Victoria, los escuadrones de caballería bolivianos Coraceros, Escolta, Libres del sur, y Vanguardia de Cochabamba.
- Centro, al mando del coronel boliviano Miguel Castro Pinto, un reducto con 2 ametralladoras y un cañón boliviano, los batallones bolivianos Padilla, Chorolque, Grau y Loa y un reducto con 2 ametralladoras y un cañón boliviano. En la reserva estaban los batallones peruanos Ayacucho y Arequipa.
- Ala derecha, al este, al mando del contraalmirante peruano Lizardo Montero, con los batallones peruanos Granaderos del Cusco y Lima, el escuadrón boliviano Murillo y la artillería boliviana Krupp cerrando la línea en un reducto. En la reserva estaban los batallones peruanos Provisional de Lima y Cazadores del Rímac, la División Del Solar, la caballería peruana y los batallones bolivianos Alianza o Colorados y Aroma.

Para atacar las posiciones aliadas el general Baquedano dividió sus hombres en cinco divisiones, tres al frente (dirigidas respectivamente por Amengual, Barceló y Barbosa). Se había acordado que la división comandada por Amunátegui se estableciera a más o menos 3000 metros de la retaguardia y que la reserva (dirigida por Muñoz) se ubicara a 3500 m atrás. La artillería cubriría el avance de las tropas y la caballería estaría atenta a cualquier necesidad en la que pudiera hacer falta. La artillería estaba distribuida de oeste a este de la siguiente manera:
- Batería Flores, 4 Krupp de campaña modelo 1879 de 75 mm y 2 ametralladoras Gatling.
- Batería Villareal, 6 Krupp de campaña de 78,5 mm.
- Batería Errázuriz, 5 Krupp de montaña de 60 mm.
- Batería Sanfuentes, 6 cañones de bronce franceses de montaña de 86,5 mm.
- Batería Jarpa, 6 Krupp de campaña.
- Batería Gómez, 4 Krupp de campaña y 2 ametralladoras Nordenfeldt.
- Batería Fontecilla, 6 Krupp de montaña

Las 2 primeras baterías estaban al mando del mayor Salvo, las 2 siguientes al mando del mayor Fuentes, las 2 siguientes al mando del mayor Frías y la última, acompañaba a la IV División.

### Inicio de la batalla
A las 7:30 de la mañana se divisan ambos bandos y empiezan a desarrollar sus líneas.
Las tropas chilenas iniciaron sus actividades hacia las 8 de la mañana, ya a las 9 a. m. se inició el bombardeo de la artillería chilena, lo cual no tuvo el efecto esperado por las condiciones del terreno, pero ocasionó mucho humo que impedía la visibilidad. La artillería aliada respondió el ataque durante una hora con la 2.ª. Batería al mando de Eduardo Águila y la sección de a 12 al mando de Ricardo Ugarte. A las 10 a. m. se empieza a movilizar las fuerzas chilenas. Panizo ordenó aumentar las distancias entre las Baterías para que entrara en acción la 1.ª. Batería y romper los fuegos, lo que se hizo hasta las 11 AM.
La División chilena del coronel Amengual marchó sobre el final de la extrema izquierda de línea del ejército aliado, bajo la errada información de que ese sector estaba abandonado por el enemigo y no había defensa. El coronel Amengual dispuso sus fuerzas de la siguiente manera: el Valparaíso en formación de guerrilla, en primera línea el Navales y el primer batallón del Regimiento "Esmeralda", más tarde 7.º de Línea, y en segunda línea el segundo del Esmeralda, (cada regimiento se dividía en dos batallones), el Chillán y una compañía de pontoneros.
El coronel boliviano Eliodoro Camacho notó que el ataque principal era para desbordar la izquierda, por lo que envía a esa posición sus reservas: los batallones bolivianos Viedma, Tarija y Sucre y tras estos, los batallones peruanos Huáscar y Victoria, todos formando el llamado "martillo". Camacho también ordenó que toda la artillería del coronel Arnaldo Panizo se colocara en una altura a retaguardia de las fuerzas bolivianas. Al mismo tiempo, Camacho solicitó refuerzos a Narciso Campero, que ordenó que los batallones bolivianos Alianza o Colorados y Aroma pasaran de la reserva derecha a la izquierda, al mismo tiempo que los batallones peruanos Ayacucho y Arequipa se pusieron a la izquierda del Zepita.
El contacto fue alrededor de las 11 a. m., siendo sorprendidas las tropas de Amengual por las aliadas que sí se encontraban ocupando sus defensas. A partir de ese momento, los batallones bolivianos retrocedieron en la izquierda y fueron seguidos por el batallón peruano Victoria, el más numeroso del ejército aliado. El anciano coronel peruano Jacinto Mendoza, jefe de la IV División peruana, fue muerto por una bala enemiga mientras reorganizaba sus fuerzas El batallón peruano Huáscar reforzó la línea que ocupaban los batallones bolivianos, repeliendo el ataque chileno. La caballería peruana se movilizó a la izquierda.
El centro aliado es atacado por la División del coronel Francisco Barceló, cuyas fuerzas estaban en una línea: el regimiento 2.º de Línea a la izquierda, el regimiento Santiago al centro y el batallón Atacama a la derecha, precedidas por sus compañías de guerrilla (es la última compañía de cada batallón) y cuando el resto de la tropa estaba a 300 m de la línea de guerrilla, ordenó hacer alto. Se detiene el Atacama y el Santiago, mientras el 2.º de Línea continuó su avance en dirección a la línea aliada.

### Desarrollo de la batalla
Cuando los batallones bolivianos Colorados y Aroma llegaron al ala izquierda, Campero ordenó que hicieran fuego sobre las fuerzas aliadas que huían, a fin de hacerles dar media vuelta. Pronto se ubicaron en la línea de batalla y resistieron a las fuerzas chilenas de Amengual. En el centro, el coronel Castro Pinto recibió el refuerzo de 2 Krupp bolivianos que fueron colocados sobre la izquierda de su línea y de los batallones peruanos Provisional de Lima y Cazadores del Rímac que eran la reserva del ala derecha.
Las divisiones chilenas llegaron a unos 80 metros de las trincheras aliadas ya sin municiones, que había sido repartidas en cantidad insuficiente. Las tropas de Amengual y de Barceló se mezclaron y comenzaron a retroceder. Fue en ese momento, que el coronel Camacho ordena un contraataque de conjunto con las divisiones peruanas de Cáceres y Suárez y toda la infantería de Castro Pinto, que combatían a las fuerzas de Barceló.

Mi batallón marchaba a vanguardia de toda la primera división, seguido de Navales, Esmeralda y Chillán. Una vez llegados a la última loma, diviso a los famosos Colorados. Sufrimos varias bajas, en la batalla fuimos derrotados por haberle venido una gran reserva a los Colorados. Ya nuestras fuerzas estaban diezmadas y casi agotadas las municiones. Valparaíso y Navales andábamos todos reunidos después de la retirada, pero guiados por el valor inimitable del bravo Coronel Urriola , pudimos reorganizarnos y atacar con todo empeño.
Relato anónimo de un soldado del batallón Valparaíso, inserto en "El Mercurio de Valparaíso" Nros. 15974-15975.

Es el momento más crítico de la batalla y debía inclinarse por el bando aliado: Las fuerzas chilenas, sin municiones y a campo descubierto, soportan el fuego nutrido del enemigo y, luego, la carga de masas de infantería veteranas que se sienten vencedoras. La lucha cuerpo a cuerpo fue brutal y heroica por ambos bandos, pero las mayores bajas las llevaron los chilenos: solo en el Atacama se pierde al Teniente Rafael Torreblanca -quien clavara la bandera en Pisagua- y el propio Comandante Martínez ve morir a sus dos hijos a metros de él.
Los batallones bolivianos Colorados y Aroma se lanzaron sobre la izquierda. El Colorados llegó a tomar 2 Krupp de calibre mayor, 3 de menor, una ametralladora, varios rifles, 3 banderolas y muchos prisioneros.
El batallón boliviano Padilla tomó muchos prisioneros y los ejecutó y a medida que avanzaba, junto con el peruano Arica y los bolivianos Chorolque y Grau, tomaban armas de los caídos chilenos porque sus rifles se inutilizaban.
El comandante del Esmeralda, el teniente coronel chileno Adolfo Holley, pidió que cargase la caballería chilena y obtiene pronta respuesta de Lagos, quien ordena la carga y que un destacamento de caballería transporte y distribuya municiones a la infantería que retrocede ante el avance enemigo. El regimiento Granaderos a Caballo atacó sobre la izquierda, pero fue recibido por los batallones bolivianos en formación de "cuadros". No hay grandes resultados en términos de bajas, pero el objetivo básico se logra: al formar en cuadro, la infantería aliada se detiene, separándose de la chilena y dándole tiempo a recuperarse y reaprovisionarse de municiones. Las tropas del Esmeralda -el más numeroso de esa División- se rehízo en las ondulaciones del terreno, aunque la confusión hizo que jinetes chilenos sablearan a su propia tropa para separarla del adversario.
Panizo ordenó a la 1.ª y 2.ª Batería cargaran su material desfilando por la izquierda para ocupar una lomada ya que el lugar donde estaba le hacía imposible hacer fuego porque las tropas aliadas estaban confundidas con las chilenas.
En el tránsito de la orden la 2.ª batería, que ya sufría el embate de nutrido fuego, perdió la mitad de su personal muriendo 6 mulas conductoras cuyas cargas quedaron en el campo. Una vez dominada la altura por la artillería fue imposible hacer fuego porque en esos instantes las tropas peruanas estaban confundidas con las del enemigo. La 1.ª. Batería pasó similar situación matando a la mayoría de su personal y animales de carga. La sesión de a 12" no pudo ser movido del lugar por ser muy pesadas y lograron efectuar 6 disparos hasta ser acribillados todo el personal de tropa.
Entonces el general Baquedano ordena que la III División, al mando del coronel José Domingo Amunátegui, refuerce a las divisiones chilenas en retroceso. Amunátegui ordena que el regimiento Artillería de Marina vaya sobre la izquierda y los batallones Chacabuco y Coquimbo sobre el centro. Detrás de estos marchaba la División Gran Reserva del coronel Francisco Muñoz-Bezanilla, conformada por los tres Regimientos de Línea (1.º, 3.º y 4.º), que en el plan original de Baquedano debían dar "el golpe de gracia" y no llegaron a entrar en combate.

### Fin de la batalla

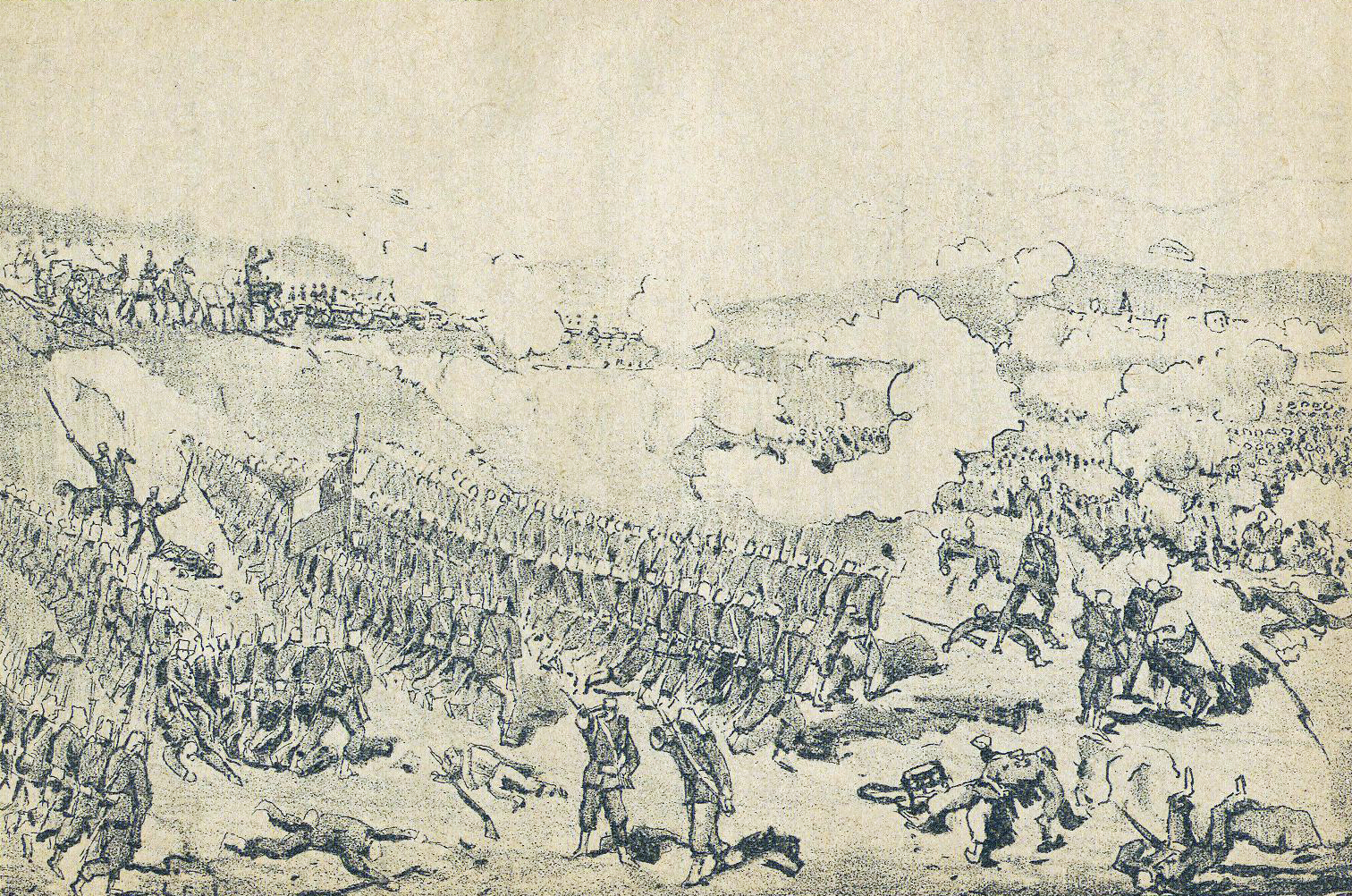
Ataque de la IV División del coronel Orozimbo Barbosa.

Los chilenos, reforzados por nuevas tropas y municiones, emprenden un nuevo ataque.
La IV División del coronel Orozimbo Barbosa, emprende un ataque a la derecha aliada, con el batallón Zapadores a la derecha, el regimiento Lautaro al centro y el batallón Cazadores del Desierto a la izquierda. Montero moviliza a la línea su única reserva que le quedaba, la División Del Solar. La División peruana de Dávila sale a enfrentarse a las fuerzas chilenas, pero la superioridad numérica y la falta de refuerzos lo hace retroceder. La batería chilena de Fontecilla se desplazó para atacar a los aliados, media batería atacaba a las fuerzas y la otra mitad, a la batería Krupp boliviana. la batería de Fontecilla llegó a estar a 400 m del reducto derecho aliado. El regimiento Lautaro peleó tendido a tierra y por eso tuvo pocas bajas.

El fuego era tan nutrido que más bien parecía redoble de tambores. Fueron entrando en combate como por la conversión a la derecha Cuerpo por Cuerpo, hasta que nos tocó el turno. Apenas se rompió el fuego la guerrilla en que yo iba, que estaba en este momento a retaguardia del Batallón, nos corrimos a la izquierda para tomar el ala de éste... La derecha de los cholos nos sobrepasó y como a la media hora entró por la izquierda de nosotros el 20 batallón Lautaro, o si no los cholos nos habían tomado entre dos fuegos... Los muertos a mi cálculo serán como de 5000 de ambas partes.
soldado chileno Abraham Quiroz. Carta del 14 de junio de 1880 a Luciano Quiroz. 

En la izquierda, el avance chileno es arrollador y cruento. Los batallones bolivianos Colorados y Aroma retroceden ante la superioridad numérica y de potencia de fuego de los chilenos. El batallón peruano Huáscar resiste el ataque de la artillería e infantería chilena y muere su jefe, el coronel Belisario Barriga. El regimiento chileno Artillería de Marina llega a las trincheras aliadas y encuentra abandonados 2 cañones de campaña y junto con el Esmeralda y el Chillán, toman 2 cañones y 2 ametralladoras que arrastraban los peruanos.
La artillería de Panizo hicieron grandes esfuerzos por recuperar el material de artillería y al no poder hacerlo con la 1.ª., lograron rescatar 3 piezas de la 2.ª. Batería ( 2 cañones, una ametralladora y el parque correspondiente). Inmediatamente ordenó alrededor de las 3 p. m. se replegaran con el personal que quedaba de artillería hacia el Alto de Lima.
El coronel Eliodoro Camacho estaba avanzando con las Divisiones peruanas de Cáceres y Suárez, pero pronto muere a su lado el teniente coronel peruano Julio MacLean, jefe del batallón Arica. En ese momento también murieron los coroneles peruanos Carlos Llosa y Sebastián Luna, jefes de los batallones Zepita y Cazadores del Misti respectivamente. El coronel Belisario Suárez, jefe de la III División peruana, es herido en una pierna. El coronel peruano Andrés Avelino Cáceres pierde dos de sus caballos y tuvo que usar el del fallecido coronel Llosa.

El enemigo, fuertemente reforzado, volvía, en tanto, al ataque. La lucha era tremenda. El fuego que se nos dirigía de todas partes diezmaba mi división y la de Suárez, y hubo momentos en que estuvimos en un tris de ser completamente envueltos, pues el resto de la línea no había acompañado nuestro avances.
Parte de guerra del 26 de mayo de 1880. Andrés Avelino Cáceres

Camacho cae herido y este incidente causa el desánimo de las tropas. Como antes había sido herido el general Acosta, que también estaba en el ala izquierda, Camacho es reemplazado por el coronel Ramón Gonzáles.
A las dos y media de la tarde caían los últimos reductos aliados, cuyas unidades comenzaron la retirada. Junto al Colorados muere el coronel Agustín López, edecán del general Campero.
Se pronunció una dispersión general en la izquierda aliada y el general Campero toma un estandarte peruano y procura reunir a los dispersos, pero luego le encarga el estandarte y esa misión a su edecán, el coronel Exequiel de la Peña. La caballería aliada intenta reunir a los dispersos. También muere el general Juan José Pérez, jefe del Estado Mayor del Ejército Aliado. El coronel Gregorio Albarracín con su escuadrón Flanqueadores de Tacna protege la retirada de los batallones bolivianos de la izquierda.
En el centro, el batallón chileno Chacabuco apoya a los restos del 2.º de línea y parte del Santiago. El Coquimbo apoya a parte del Santiago y al Atacama y toman 2 cañones y 2 ametralladoras bolivianas. Para ese momento, la izquierda aliada ya había sido arrollada y la infantería y artillería chilena forman un semicírculo en la izquierda y centro aliados. En el centro les hicieron frente la VI División al mando del coronel César Canevaro y en esas circunstancias muere el coronel Víctor Fajardo, jefe del Cazadores del Rímac.
En la derecha, el Zapadores ataca el reducto aliado que cierra la línea, que es atacado también por la retaguardia por el Atacama y parte del Santiago, tomando todos juntos el reducto con 4 cañones Krupp y una ametralladora.
Campero se dirige a Pachía con los restos del ejército aliado. Montero en segundo término lo sigue reuniendo a los dispersos. Cáceres reúne a los últimos dispersos alrededor de la bandera peruana y se dirige a Pachía.
El escuadrón Carabineros de Yungay n.º 1, al mando del teniente coronel Bulnes, inicia la persecución a los aliados y toma 180 prisioneros.
Las tropas de la IV División, luego de tomar el campamento aliado en la derecha continúan hasta las lomas del valle junto con el regimiento 4.º de línea de la División de Reserva.

## La ocupación de Tacna
A las tres de la tarde llegan las primeras noticias de la derrota en Tacna. Los pobladores, en su mayoría ancianos, mujeres y niños, se asilan en los consulados y residencias de extranjeros que izaban sus banderas. Otros abandonan la ciudad con destino al altiplano.

La ciudad de Tacna parecía estar de fiesta, por doquier se veían izadas banderas italianas, francesas, inglesas, alemanas, suizas, españolas y hasta asiaticas.
corresponsal de guerra en Tacna. Diario El Ferrocarril. Santiago de Chile 27 de mayo de 1880.

Algunos dispersos aliados llegan a la ciudad de Tacna, donde se esconden y disparan a soldados chilenos que los perseguían, pero finalmente enrumban a Pachía. Ante esto, la ciudad empieza a ser bombardeada desde las alturas del Intiorko. El alcalde Guillermo Mac Lean se dirige al Campo de la Alianza para conferenciar con Baquedano e informarle que en la ciudad no existen tropas, cesando el bombardeo. El alcalde es retenido y sirve de garantía para que las tropas chilenas no enfrenten una emboscada.
Cuando el coronel Amengual llega a las alturas, ordena que 2 cañones de la batería Villareal hiciera 10 tiros de granada sobre suburbios de la población. Luego, descendió al valle con 60 jinetes al mando del teniente coronel Bulnes. Se envió al sargento mayor Zelaya para que intime la rendición del pueblo, pero regresó porque le hicieron fuego en la estación del ferrocarril. El Artillería de Marina encuentra el estandarte del escuadrón Húsares de Junín cuando baja al valle.

Y los bajamos para la ciudad de Tacna que se veía cerca como una legua y muchos cuerpos mas y otros iban dentrando al pueblo tiros y más tiros y nosotros también ibamos a dentrar y dentrando ibamos cuando nos volvieron para atras. iQue rabia nosotros!, cuando nos había dicho mi General que si ganabamos laución ai los daba saquedo en Tacna.
soldado chileno Hipólito Gutiérrez. Crónica de un Soldado de la Guerra del Pacífico. Colección Biblioteca Nacional de Chile.

A las seis de la tarde, Amengual y Lagos ingresan a Tacna por la calle Estación del Ferrocarril (hoy Coronel Albarracín). El primer escuadrón que ingresa a Tacna fue el Carabineros de Yungay n.º 1 al mando del coronel Santiago Amengual, jefe de la primera división.
Con ello se inicia la ocupación de Tacna, donde algunos soldados ebrios del Ejército de Chile cometieron saqueos y asesinatos en la población de Tacna, incluidos peruanos y extranjeros, principalmente italianos. Las ambulancias aliadas que atendían a los heridos aliados fueron desarmadas y los heridos y enfermos rematados. 

Los heridos que no pudieron ser trasladados fueron ultimados, decenas de cadáveres se hallaban entre el destrozado desorden de la ambulancia; preguntamos a los soldados chilenos donde dejaron nuestros heridos; contestaron: Ya no tienen heridos ya no encontraran a ninguno, tenemos orden de matar a todos.
médico Claudio Aliaga. Ambulancia Boliviana en Tacna. Informe del 27 de junio de 1880.

A las doce de la noche el cónsul de Francia envía un mensaje advirtiendo del hecho al jefe de la plaza coronel Martínez, quien envía al ayudante Larraín a comprobar estos hechos.

Hoy visitamos el campamento que ocupaba el Regimiento Esmeralda y que se compone de una calle de este lugar de Pocollay (en Tacna), y que tiene unas 30 piezas y casas...Hoy aquí todo es ruina y solo tres viviendas de particulares quedan...En medio de las ruinas de este pueblecito digno de mejor suerte, este obelisco (a Francisco Antonio de Zela) es lo único que se conserva en buen pie
soldado chileno Justo Abel Rosales. Mi Campaña al Perú. Universidad de Concepción. 

## Consecuencias

### En Chile

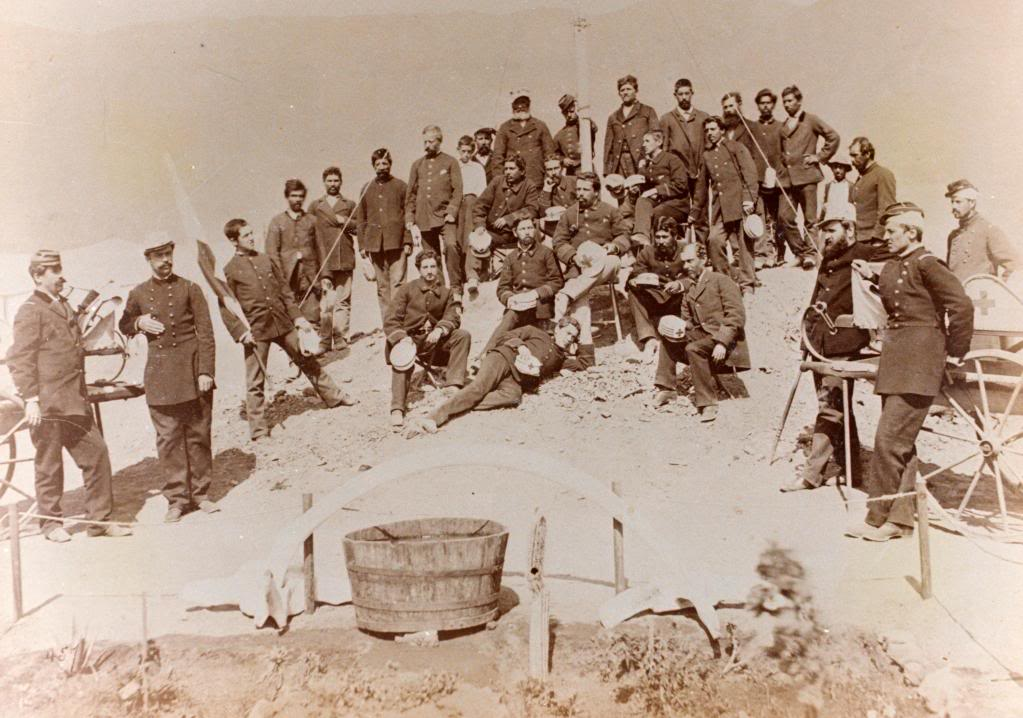
La ambulancia de Valparaíso, que trataba a los soldados heridos durante la Batalla de Tacna.

El ejército chileno tuvo 2028 bajas según la razón de bajas del ejército chileno, pero de 24 jefes y oficiales y 450 hombres de tropa muertos, y 192 jefes y oficiales y 1369 hombres de tropa heridos, un total de 474 muertos y 1458 heridos según el historiador militar Francisco Machuca. La División de Reserva casi no participó y solo tuvo 17 bajas.
El Teatro Municipal de Tacna es ocupado como hospital chileno. En la batalla se dispararon más 1700 tiros de cañón.
En el campo de batalla, el ejército chileno tomó 4 cañones Krupp de montaña de 60 mm, 4 Blakely de montaña de a 4 pdr, 2 Blakely de campaña de a 12 pdr, 5 ametralladoras Gatling, una ametralladora Gardner, 34 lanzas de caballería, de 4 a 5 mil rifles de diversos sistemas y calibres, y otros pertrechos más.
En la batalla murieron el teniente coronel Ricardo Santa Cruz Vargas, comandante del Regimiento de Zapadores, Carlos Severin, subteniente del Regimiento Santiago, el teniente Moisés Arce y el capitán Rafael Torreblanca, del Regimiento Atacama (que perdió el 47% de sus hombres), entre otros muchos chilenos.

### En Bolivia
Las bajas de las fuerzas aliadas han sido calculadas en su conjunto. Los chilenos estiman en 2500 hombres de tropa y 150 jefes y oficiales los muertos y heridos en el campo de batalla. El jefe de las ambulancias bolivianas, doctor Dalence dijo que el número de muertos alcanzaría a 1500 más o menos, habiendo sido repasados 65 a 70 de ellos. Los jefes muertos fueron 23. Jorge Basadre indica que los oficiales muertos fueron 185 y las bajas de tropa como 2000 entre peruanos y bolivianos casi en partes iguales.
Entre los prisioneros estaban el general Claudio Acosta, los coroneles Eliodoro Camacho, Ildefonso Murgía, Exequiel de la Peña, Adolfo Flores, Andrés Ríos, Ángel Sarco, José Ávila, Nicanor Bacca y Corsino Balsa.
En Bolivia se recuerda como héroe al joven Juancito Pinto, tambor del Regimiento Colorados, comandado por el Coronel Ildefonso Murguía Anze.
Las fuerzas bolivianas, al mando de Campero, deciden en Pachía retirarse hacia La Paz, donde llegan el 10 de junio.

### En Perú

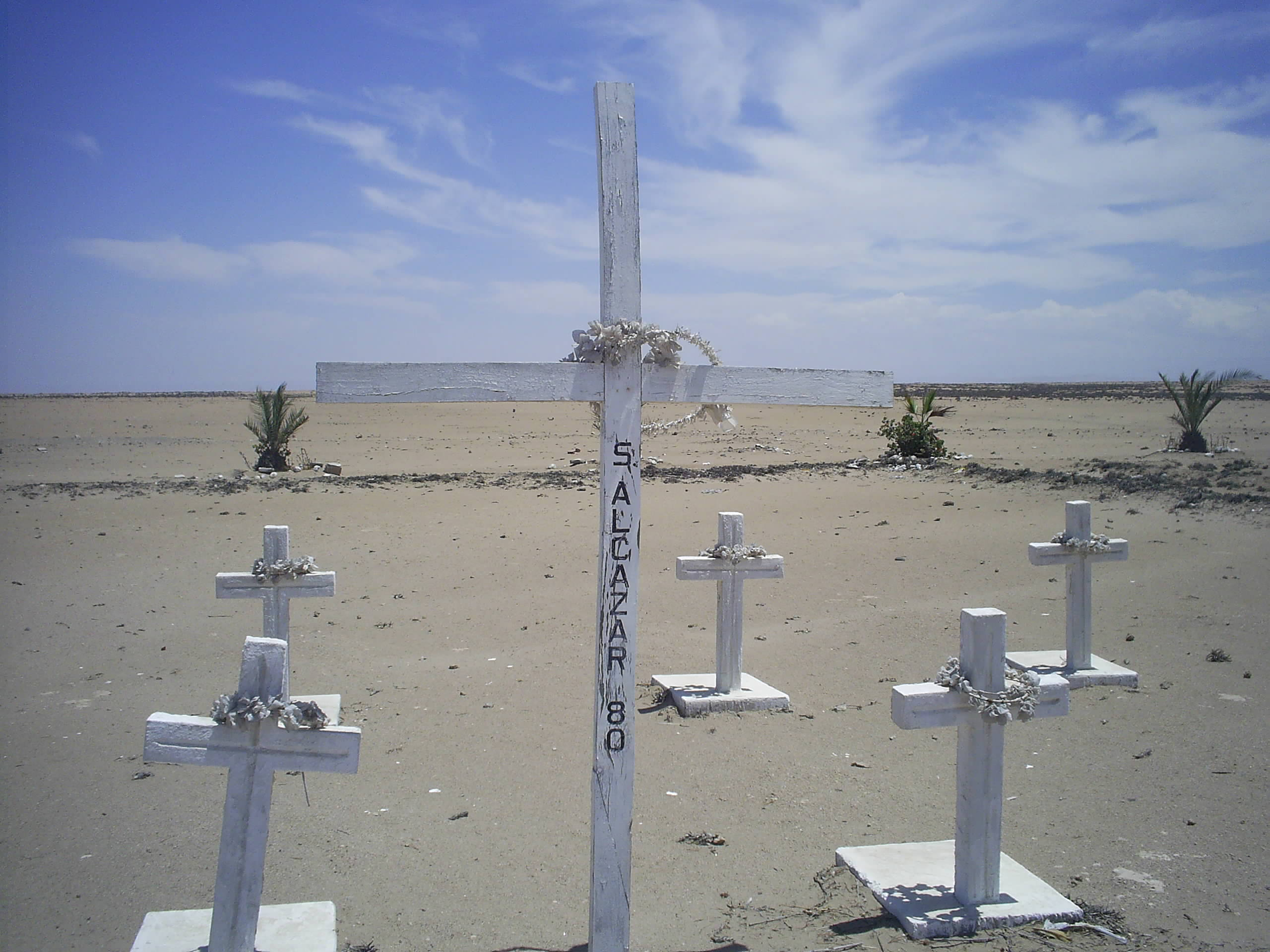
Cruz conmemorativa a Samuel Alcázar de la columna Agricultores de Para. Vista del Campo de la Alianza

El ejército peruano tuvo 147 jefes y oficiales entre muertos y heridos.
El contralmirante Lizardo Montero pudo reunir parte de los dispersos peruanos en Tarata, retirándose con ellos hacia Puno, donde llegaron 2 mil soldados y se reúnen a las nuevas tropas formadas en Cusco y Puno con destino a Arequipa.
Montero y Del Solar llegan finalmente a Lima. A Montero, rival político del dictador Piérola, le esperan juicios en Lima. Del Solar, que había sido prefecto de Tacna, en cambio es nombrado prefecto de Arequipa.
La guarnición de Arica, al mando del Coronel Francisco Bolognesi, recibe las noticias del resultado de la batalla en Tacna y se prepara para la defensa de Arica.

### En los extranjeros
El 30 de mayo de 1880, los cónsules de los imperios alemán, austrohúngaro y brasileño, además de los reinos de Bélgica e Italia, juntamente con la República Argentina, protestaron ante Baquedano, jefe de ocupación de Chile, por los actos de violencia que soldados dispersos de su ejército cometieron contra los civiles peruanos y los ciudadanos neutrales a la guerra.

Los infrasquitos Cónsules y Agentes Consulares residentes en esta ciudad, justamente alarmados de los hechos que los soldados dispersos del ejército chileno han practicado y continúan practicando hasta ahora, a pesar de haber transcurrido ya más de tres días desde el acontecimiento de la batalla, tiempo suficiente para para que esos excesos pudieran haber sido reprimidos, si las autoridades constituidas hubieran dictado y hecho efectivas las medidas de reprensión y vigilancia que las circunstancias exigen; a V.S. exponemos que es de nuestro deber, en resguardo de nuestros respectivos nacionales, hacer presente a V.S. los agravios que éstos vienen experimentando...protestando igualmente a nombre de la civilización... de los desbordes que dichos soldados cometen igualmente para con los ciudadanos peruanos y muy especialmente, con las mujeres de esta desgraciada localidad...
Nota de Protesta del Cuerpo Consular al general Baquedano. Tacna 30 de mayo de 1880

El reino de Italia intervino y pidió al gobierno de Chile investigar los excesos sufridos por ciudadanos italianos en Tacna, los que no fueron reconocidos por el gobierno de Chile. El saqueo lo sufrieron tanto peruanos como extranjeros.